# Bulbophyllum vanessa
Bulbophyllum vanessa là một loài phong lan thuộc chi Bulbophyllum.